# 日本長鱸
日本長鱸，又稱日本鱠、日本花鱸，俗名為鱸仔，為輻鰭魚綱鱸形目鱸亞目鮨科的其中一個種。

## 分布
本魚西北太平洋，包括琉球群島、台灣、韓國、日本伊豆大島等海域。

## 深度
水深20至100公尺。

## 特徵
體色體極為延長，呈黃紅色，體側有十數個深紅色橫斑，連成一縱列，尾鰭上下葉色深。頭背部斜直；眶間區平坦或略凹陷。吻較長而略突出。上頜骨末端延伸至眼中部之下方；上下頜具齒。前鰓蓋骨下緣無前向棘。主上頷骨有腹骨，體被櫛鱗，鱗片較小。側線鱗孔數46至51枚。背鰭1枚，具硬棘10枚，無特別延長之硬棘、軟條14枚。臀鰭硬棘3枚，軟條10至11枚；腹鰭腹位，末端不及肛門開口；胸鰭短於頭部長，尾鰭內叉形。體長可達25公分。

## 生態
棲息在珊瑚礁海底，喜在岩礁之間藏匿、游動，體型小，以甲殼類為食。

## 經濟利用
食用魚，但含水分多，較適合油炸、火烤方式食用之。